# سائر بصمه جي
سائر بصمه جي (1972 -) هو مخترع وأكاديمي وكاتب علمي فيزيائي سوري.

## حياته ونشأته
وُلِد سائر بصمه جي في عام 1972، في مدينة إدلب السورية وترعرع فيها، حصل على درجة البكالوريوس في الفيزياء والأجسام الصُّلبة في كلية العلوم جامعة حلب سنة 1990، ثم عمل مدرسًا للفيزياء في إحدى المدارس الخاصة بمدينة جدة السعودية حتى عام 2004، ثم انتسب إلى معهد التراث العلمي العربي بجامعة حلب لدراسة تاريخ العلوم الفيزيائية العربية، فحصل منه على الماجستير في عام 2008، ثم حصل على الدكتوراه في تاريخ العلوم الأساسية من جامعة حلب في عام 2013.

## مسيرته
كان بصمه شغوفًا بالقراءة ومن روَّاد مكتبات المدارس والمراكز الثقافية، وبدأ في عام 1993 مشوارَه في الكتابة العلمية في أثناء دراسته الجامعية؛ إذ بدأ بتأليفِ كتابٍ عنوانه «دليل المواد» ليكون مَرجعًا مرشدًا للباحثين في المجالات العلمية والتقنية. ثم أطلق مشروعًا علميًّا لإعادة كتابة تاريخ العلوم الفيزيائية العالمية، فنشر منه: «تاريخ علم الصوت» و«تاريخ علم الميكانيك» و«تاريخ علم الأرصاد الجوية» و«تاريخ علم القياس». وبدأ في كتابةِ مقالاتٍ مستمرة بهدفِ نشرِ الثقافة العلمية المُبسَّطة، ونشرِ ثقافة الإبداع والاختراع والخيال العلمي؛ فنَشر أكثرَ من ستمائة مقال، وأكثرَ من خمسة وخمسين كتابًا بين ترجمة وتأليف.

## مناصب
- شغل عضوية كل من هيئة تدريس الجامعة العربية المفتوحة لشمال أميركا وكندا، واتحاد العريب لعلوم الفضاء والفلك، والاتحاد الاميركي للجيوفيزياء والجمعية الفلكية السورية، والجمعية السورية لتاريخ العلوم، والجمعية الفلكية األردنية، والمعهد البريطاين الدويل، ورابطة اإلعالميين العلميين العرب، وجمعية المخترعين السوريين، والشبكة العربية لالبتكار، والشبكة العربية لعلوم المواد وتكنولوجيا النانو ، و منظمة المجتمع العلمي العريب.
- شغل منصب مستشار للمشروعات التنفيذية كل من المؤسسة العلمية للوسائل التعليمية بين 2006 و2017 وسنايا الهندسية بين 2014 و2015 ومدير تنفيذي الشركة العربية للروبوتات بين 2005 و2010.
- مشرفًا على كل من نادي المبتكرين بين 2011 و2017 ومدرسة البالبل الخاصة بين 2004 و2006 ومدارس األنجال األهلية بين 2002 و2004 ونادي العلوم والمعلوماتية بين 1997 و2001.
- عمل على تصميم وتنفيذ عشرات الوسائل التعليمية في مركز البتاين للعلوم والتكنولوجيا بين 2005 و2015 .
- مدربًا على فن االختراع في مؤسسة سنايا خلال سنة 2014 ومدربًا على مركز الأبداع العلمي والروبوت التعليمي في كل من مركز تواصل خلال سنة 2011 ومدرسة البالبل خلال 2006 و2009 و2010 والمركز السوري للمعلوماتية عام 2008 ومركز آفاق بال حدود خلال 2007.
- شارك في تأسيس متحف تاريخ الطب والعلوم في حلب عام 2011.
- شارك في إعداد الدراسة لبناء أول مرصد فلكي في سورية عام 1999

## مؤلفاته
- الموسوعة الفلكية، بالمشاركة مع إبراهيم حلمي الغوري، نشرها دار الشرق العربي ببيروت سنة 2013.[4]
- القاموس الفلكي الحديث، صدر عن دار الكتب العلمية ببيروت سنة 2017.[5]
- تاريخ علم الميكانيك، صدر عن دار الكتب العلمية ببيروت سنة 2017.[6]
- تاريخ علم الحرارة: مراحل تطوُّر مفاهيم الحرارة وتطبيقاتها وإسهامات العُلماء العرب والمُسلمين فيها، صدر عن مؤسسة هنداوي سنة 2023.[7]
- المذنّبات والنيازك والشُّهُب: في المؤلفات الفلكية والحوليات العربية والكلاسيكية حتى نهاية القرن التاسع عشر، صدر عن المركز العربي للأبحاث ودراسة السياسات سنة 2024.[8]

له مجموعة قصص في الخيال العلمي، منها: العابثون يف الثوابت الكونية وفراء الوشق.

## اختراعات
نال عدة براءات اختراع من مكتب براءات الاختراع في سورية:
- المسطرة الهندسية الشاملة عام 2015.
- طرائق برمجة وتصميم الروبوت التعليمي عام 2009.
- أسطوانة الدورية للعناصر عام 1999.

## جوائز
- جائزة أفضل برنامج حاسوب علمي لعام 2000 في سوريا.
- جائزة يب يب سي الدولية في مجال البيئة عام 1997.